# Єзерище (смт)
Єзери́ще (біл. Езяры́шча, Азяры́шча) — селище міського типу  у Городоцькому районі Вітебської області Білорусі.
Населення селища міського типу становить 1,7 тис. осіб (2006).

## Галерея

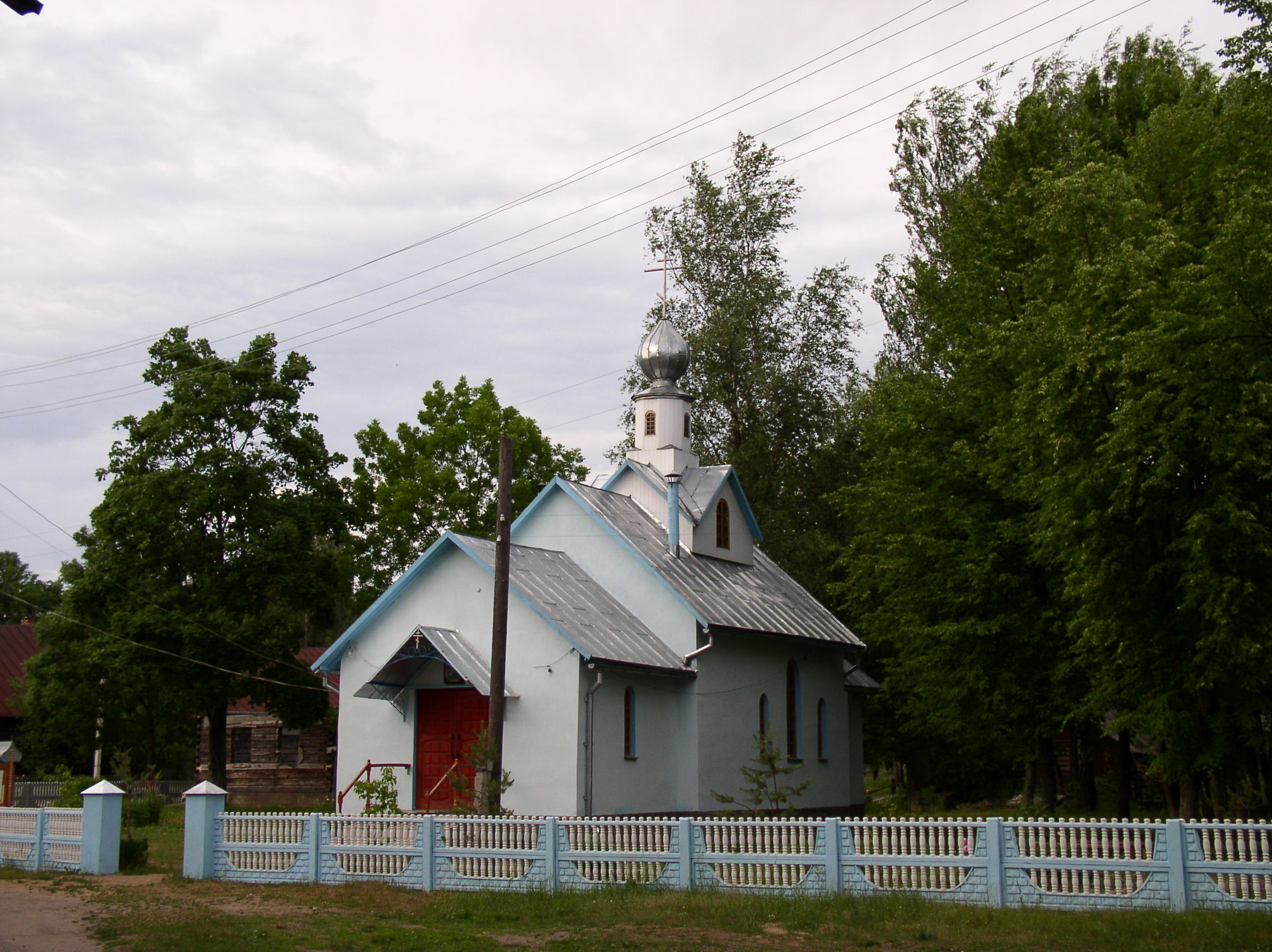
Успенська церква
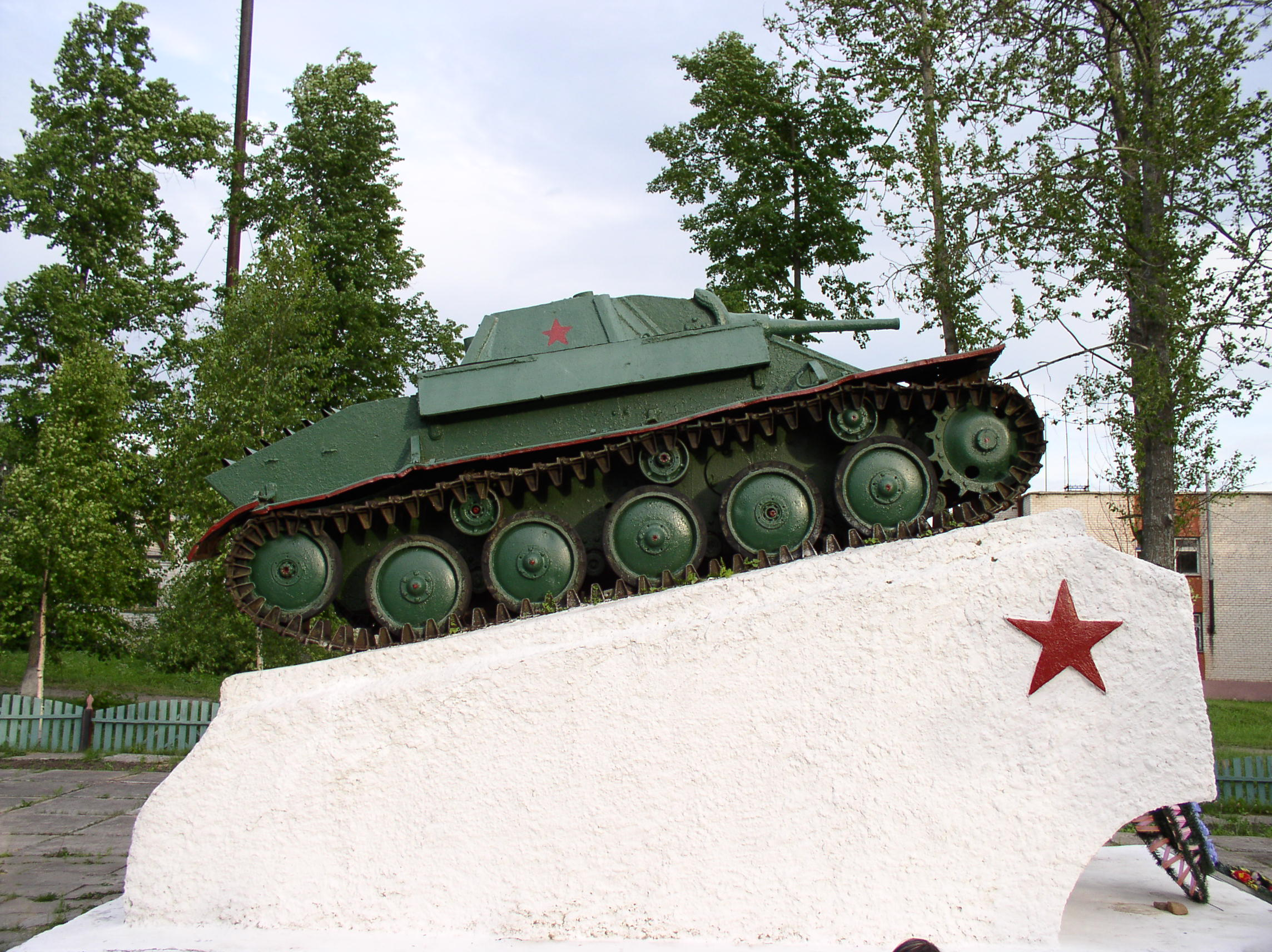
Пам'ятник загиблим бійцям під час Другої світової війни